# Désiré André
Pour les articles homonymes, voir André.
Désiré André (Antoine Désiré André), né le 29 mars 1840 à Lyon et mort le 12 septembre 1917 à son domicile  dans le 6e arrondissement de Paris, est un mathématicien français, connu en particulier pour son travail sur les nombres de Catalan et les permutations alternées.

## Biographie
Désiré André est le fils d'Auguste Antoine Désiré André, cordonnier à Lyon, et de son épouse Antoinette Magdeleine Jar.
Il entre à l'École normale supérieure en 1860. Il obtient l'agrégation de mathématiques en 1863. Il soutient sa thèse de doctorat le 25 mars 1877.
Il est l'élève de Charles Hermite (1822-1901) et de Joseph Bertrand (1822–1900).
Il est d'abord professeur au lycée de Troyes, puis à l'école préparatoire de Sainte-Barbe, puis à l'université de Dijon et enfin professeur de mathématiques spéciales au collège Stanislas, de 1885 à 1900.
Il est lauréat du ministère de l'instruction publique, membre du cercle mathématique de Palerme et de la commission internationale permanente de bibliographie mathématique.
Désiré André joue un certain rôle dans la communauté mathématique française de son temps, notamment à la Société mathématique de France. Il est le premier trésorier de cette association à sa création en 1873, jusqu'en 1876 et son président en 1889.
Il est président de la Société philomathique de Paris.
Il a habité à Paris au 28 rue Vauquelin, puis, au 70 rue Bonaparte jusqu'à sa mort. Il est inhumé au cimetière du Montparnasse (9e division).

## Distinction
- Chevalier de la Légion d'honneur (11 juillet 1897)[5]

## Travaux
- Mémoire sur les permutations quasi-alternées
- Sur les permutations alternées
- L'Arithmétique des écoles primaires
- Thèse
- Travaux